# Молодіжний Союз Наша Україна
«Молодіжний Союз Наша Україна», скорочено ВМГО «Молодіжний Союз Наша Україна», Молодіжний Союз Наша Україна, Молодіжний Союз, МСНУ — всеукраїнська молодіжна громадська організація. Молодіжне крило партії «Наша Україна».
Молодіжний Союз Наша Україна стоїть на християнсько-демократичних, консервативних ідеологічних засадах, підтримуючи ідею вільної ринкової економіки, традиційних родинних цінностей, свободи особистості та патріотизму.
Мета організації — змінити якість життя української молоді відповідно до європейських стандартів освіти й культури, праці й дозвілля, охорони здоров'я та збереження навколишнього середовища.

## Історія
Установчий з'їзд МСНУ відбувся в Києві 22 жовтня 2005 року, Головою Ради Молодіжного Союзу Наша Україна був обраний Юрій Павленко, який згодом очолив Міністерство сім'ї, молоді і спорту. 
Юридичним керівником МСНУ в 2005-2006 роках була Федорченко Ганна Григорівна, жителька м. Ужгород.
4 листопада 2006 року в Києві, на I-му З'їзді Молодіжного Союзу Наша Україна були внесені поправки в Статут, згідно з якими Голова МСНУ обирається не Радою, а з'їздом. Головою організації був обраний Степан Барна, депутат Тернопільської обласної ради.
На виборах міського голови Львова у 2006 році організація підтримала Андрія Садового.
30 листопада 2006 року Молодіжний Союз Наша Україна став одним із засновників Міжнародного союзу об'єднань громадян «Молодіжний Форум Держав ГУАМ» .
II З'їзд Молодіжного Союзу Наша Україна відбувся 15 грудня 2007 року в Донецьку. На ньому були прийняті поправки до Статуту та нова Програма Молодіжного Союзу Наша Україна[значущість факту?]. Головою Молодіжного Союзу Наша Україна на другий термін був переобраний Степан Барна. Після того, як у березні 2010 року чоловік голови політради партії «Наша Україна» Віри Ульянченко Віктор Івченко став заступником міністра освіти і науки Дмитра Табачника, Степан Барна заявив про вихід з партії. Але юридично, і донині саме Барна Степан Степанович та Вовк Анна Валентинівна залишаються уповноваженими особами Всеукраїнської молодіжної громадської організаціх МСНУ. .
Близько ста членів Молодіжного Союзу — депутати місцевих рад[джерело?]. Активіст МСНУ Ігор Гузь став у 2006 році депутатом Волинської обласної ради за партійним списком блоку "Наша Україна". Міський голова Тернополя (2006-2010 рр.) Заставний Роман Йосипович та міські голови Вінниці й Шумська — члени Молодіжного Союзу Наша Україна.
У травні 2010 року Молодіжний Союз Наша Україна став одним з організаторів молодіжного руху «Спротив».

## Програми та проекти
За чотири роки[яких?] активної роботи Молодіжний Союз Наша Україна ініціював і реалізував на різних рівнях — від національного до локального — понад 300 проектів[джерело?].
Одними з наймасштабніших стали:
- «Здорова молодь — майбутнє держави!», у рамках якого членами організації було проведено соціологічне дослідження, розроблені методичні посібники й проведені семінари про шкоду тютюнопаління, вживання алкоголю й наркотиків, причинах і наслідках СНІДу;
- «НАТО — ТАК!», метою якого є інформування молоді про історію військово-політичної організації НАТО, перевагах системи колективної безпеки, стандартах розвитку й функціонування економіки та професійної армії в країнах Європи й Америки, що входять у НАТО;
- «Крапля життя» — проект, присвячений розвитку й популяризації донорства в молодіжному середовищі, формуванню всеукраїнської бази даних безоплатних донорів;
- «Шлях до майбутнього» — пошук найкращих ідей у сфері економіки, місцевого самоврядування, освіти та науки, європейської інтеграції та культури, охорони здоров'я та інформаційної політики серед молоді у віці від 16 до 21 року. 450 переможців конкурсу стали новим «Молодіжним Парламентом України».